# Ciskei
Ciskei (/səsˈkaɪ/, /sɪsˈkaɪ/ hay /sɪsˈkeɪ/) là một nhà nước độc lập trên danh nghĩa - một Bantustan - ở phía đông nam của Nam Phi. Quốc gia này có diện tích 7.700 km vuông (3.000 sq mi), gần như hoàn toàn được bao quanh bởi tỉnh Cape lúc đó, và có một bờ biển nhỏ dọc theo bờ biển Ấn Độ Dương.
Theo chính sách phân biệt chủng tộc apartheid của Nam Phi, đất đai được dành cho các dân tộc da đen trong các lãnh thổ tự quản. Ciskei được chỉ định là một trong hai quê hương hay "Bantustan" cho người Xhosa. Ngqika (Rharhabe) Người Xhosa bị buộc tái định cư tại Ciskei, và Gcaleka Xhosa được định cư tại Transkei, quê hương Xhosa khác. Không giống như các Bantustan khác, bao gồm cả Transkei, mà tự coi mình là một quê hương Xhosa.